# Ніжинський сільський округ
Ні́жинський сільський округ (каз. Нежин ауылдық округі, рос. Нежинский сельский округ) — адміністративна одиниця у складі району імені Габіта Мусрепова Північноказахстанської області Казахстану. Адміністративний центр — село Ніжинка.
Населення — 2663 особи (2021; 3321 у 2009, 3704 у 1999, 4275 у 1989).
Станом на 1989 рік існували Будьоннівська сільська рада (села Будьонне, Купріяновка), Западна сільська рада (село Западне) та Ніжинська сільська рада (села Жиланди, Ніжинка), села Єфимовка та Приішимське перебувало у складі Піскинської сільської ради.

## Склад
До складу округу входять такі населені пункти:
| Населений пункт   | Старі назви        | Населення, осіб (1989) | Населення, осіб (1999) | Населення, осіб (2009) | Населення, осіб (2021) |
| ----------------- | ------------------ | ---------------------- | ---------------------- | ---------------------- | ---------------------- |
| Будьонне, село    | Койнагір           | 970                    | 908                    | 808                    | 492                    |
| Єфимовка, село    | -                  | 524                    | 464                    | 405                    | 383                    |
| Жиланди, село     | Джиланди, Джалинди | 95                     | -                      | -                      | -                      |
| Купріяновка, село | -                  | 107                    | 110                    | 58                     | 21                     |
| Ніжинка, село     | -                  | 1400                   | 1409                   | 1253                   | 1206                   |
| Приішимське, село | Будьонне           | 27                     | -                      | -                      | -                      |
| Токсан-бі, село   | Западне            | 1152                   | 813                    | 797                    | 561                    |